# Мортенсен, Оливер
Оливер Юуль Мортенсен (дат. Oliver Juul Mortensen, род. 20 марта 2004, Свеннборг, Южная Дания) — датский профессиональный велогонщик, специалист по шоссейному велоспорту и велокроссу. В 2025 году выступал за континентальную команду UCI XSpeed United Continental.

## Карьера
Оливер Мортенсен с ранних лет проявил интерес к велоспорту, и начал заниматься велосипедом уже в юношеском возрасте. Его первые шаги в спортивной среде относятся к периоду с 2014 года, когда он стал выступать за местные любительские клубы. Мортенсен участвовал в соревнованиях на любительском уровне с 2014 по 2020 годы. На юниорском уровне Мортенсен выступал за команды Team Vifra Kvickly Odder Junior в 2021 и 2022 годах. В 2023 году он присоединился к командам UC Trevigiani - Energiapura Marchiol и Bialini Gomola CCN, что стало важным шагом в его переходе к профессиональному уровню. В 2024 году Мортенсен выступал за датскую команду Team Give Elementer, участвуя в национальных и международных гонках. Среди его лучших результатов в этот период — 38-е место на чемпионате Дании в категории MU (мужчины до 23 лет, групповая гонка) и 46-е место в Гран-при Хернинга. В гонке Frederiksberg EL-Løbet 2024 он занял 12-е место из 24 участников. В 2025 году Мортенсен перешёл в континентальную команду XSpeed United.

### Достижения
| 2018 8-й на CK Djurs 6-й на Гран-при Кубка CeramicSpeed 2-й на MTB-кроссе при поддержке Cykelservice.dk, Орхус 2019 Гран-при велоклуба Орхус: 3-й на субботнем этапе 6-й на воскресном этапе 2-й на 6-м этапе Кубка CeramicSpeed 2020 10-й в Миддельфарте 9-й на Korona Prijs CK Aarhus XVI 8-й на CK Aarhus | 2018 3-й на Hasle Cyklecross при поддержке INTERLEX Advokater 4-й на «Мастерской Скьёльда», велокроссе в Фредерисии 2019 3-й на Fredericia Trihjulet 3-й на Vejen BC 3-й на Marselisborg CC Supercross, Вайле: субботний этап 3-й на воскресном этапе 2020 Кубок по велокроссу, Оденсе Cyklecross //ABC | 2022 8-й на Kongaard løbet Juniors |